# Gavial-da-malásia
- Commons
- Wikispecies

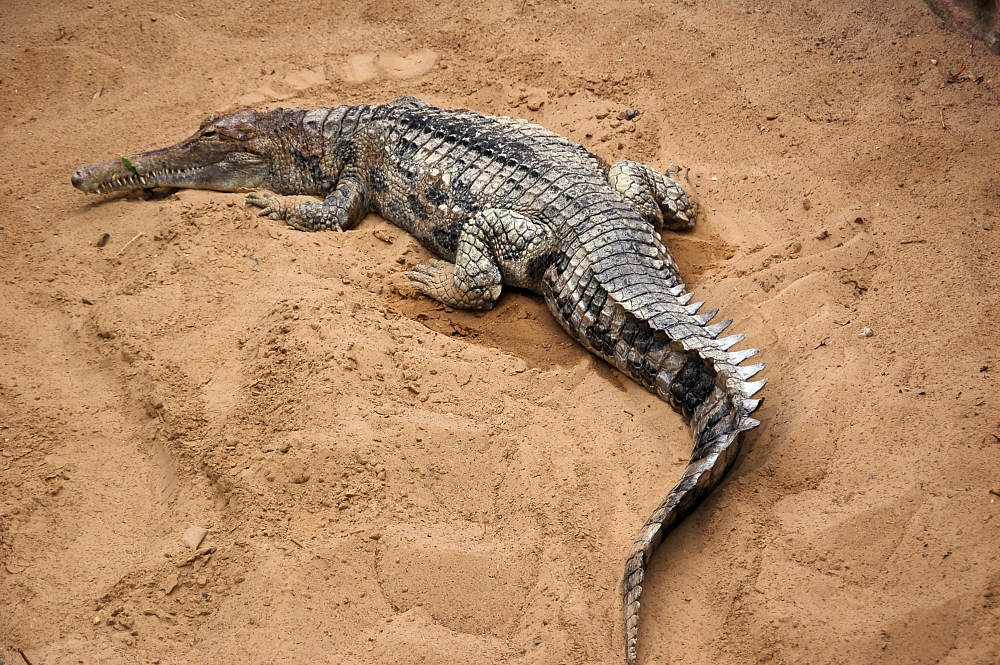
Gavial-da-malásia no Jardim Zoológico de Berlim.

O gavial-da-malásia (Tomistoma schlegelii), também conhecido como falso-gavial, é um réptil pertencente à família Gavialidae. A espécie habita apenas cerca de seis sistemas fluviais na Malásia e na ilha de Sumatra. Até recentemente, considerava-se que fazia parte da família Crocodylidae, mas estudos filogenéticos recentes colocam-na na família Gavialidae, juntamente com o Gavial. Tem um focinho muito longo, que faz lembrar o aspecto externo do gavial.
A espécie é considerada vulnerável graças ao perigo de redução do seu habitat.

## Taxonomia
A posição taxonómica do gavial-da-malásia é controversa e varia dependendo se se estão a considerar caráteres morfológicos ou moleculares. Análises morfológicas e paleontológicas agrupam o gavial-da-malásia com outros crocodilianos, enquanto que dados moleculares indicam que é uma espécie-irmã do gavial. A separação dos dois gaviais de acordo com os dados moleculares data do Eoceno ou Mioceno médio, enquanto que dados estratigráficos indicam a separação do gavial verdadeiro de outros crocodilianos (incluindo o gavial-da-malásia) como tendo ocorrido no Cretáceo Superior. O longirostro das duas espécies seria um exemplo de convergência evolutiva caso a hipótese morfológica/paleontológica seja verdadeira.